# Polarisation politique
Pour les articles homonymes, voir Polarisation.
La polarisation politique est un processus se déroulant au sein d'une démocratie ou d'une société, par lequel la population ou l'opinion publique tend à se diviser entre deux pôles structurant la vie politique et les visions du monde, et qui pousse une partie de plus en plus significative de cette population à se diriger davantage vers les points de vue les plus radicaux ou les partis extrêmes au détriment du centre.

## Constats
Pour certains auteurs, comme  Andrew O'Donohue et Thomas Carothers, qui ont enquêté notamment en Asie, Europe, Amérique latine et Amérique du Nord, les démocraties les plus anciennes comme des démocraties plus récentes peuvent être confrontées à un processus de polarisation politique.
Ils concluent que, notamment pour émerger dans le jeu politique et médiatique, les personnalités politiques semblent de plus en plus conduites à diaboliser leurs opposants. Ceci conduit à une hystérisation des discours et des pratiques. Les politiciens trainent aussi de plus en plus souvent leurs adversaires devant les tribunaux, tentant d'instrumenter la justice. Selon Andrew O'Donohue et Thomas Carothers, cela demeure vrai même quand les différences idéologiques sont limitées.
Les chercheurs font la distinction entre la '''polarisation idéologique''' (émergence de différences marquées entre deux positions politiques excluant les positions intermédiaires) et la '''polarisation affective''' (aversion émotionnelle et méfiance à l'égard des groupes politiques).  Par ailleurs, les études se concentrent sur deux niveaux distincts, i.e. deux populations qui peuvent concerner cette polarisation : d’une part les élites politiques et d’autre part la population générale. Les travaux sur la "polarisation des élites" se concentrent sur la polarisation des élites politiques, comme les leaders de partis politiques et les élus. La "polarisation de masse" (ou polarisation populaire) se concentre sur la polarisation des masses, le plus souvent l'électorat ou le grand public.

### Dimension affective
La polarisation affective intervient lorsque les individus développent des émotions de plus en plus positives envers les membres de leur propre parti ou groupe politique, et des sentiments de plus en plus négatifs envers ceux considéré comme étant du camp opposé. Cela engendre une hostilité croissante et un refus de compromis, de collaboration ou même de discussion avec des personnes de cet autre camp. Ce phénomène est observable aussi bien en ligne que dans la vie réelle,, et il est en augmentation dans plusieurs pays.
La polarisation affective peut mener à des attitudes et comportements agressifs envers les membres d'autres groupes idéologiques au sein d'un même pays. Dans ses formes extrêmes, elle peut même entraîner des conséquences graves comme la désintégration sociale. Cependant, certains moyens permettent de la réduire, comme le fait de ressentir une tristesse collective (par exemple lors des Journées du Souvenir), la prévalence de discussions respectueuses entre personnes de bords politiques différents, ou encore la mise en avant d'une identité nationale commune, qui permet de percevoir les autres partis comme faisant partie du même groupe.

## Exemple des États-Unis
Parmi les démocraties les plus anciennes, les États-Unis sont un exemple de pays où cette polarisation politique semble se développer depuis au moins les années 1990, à travers des votes sur des lignes partisanes (party-line vote). Cependant, le fonctionnement des institutions américaines repose sur des mécanismes de contre-pouvoirs et rend nécessaire la recherche de compromis, C'est le cas de  l’équilibre entre la Chambre des représentants et le Sénat, ou encore du principe de confirmation des nominations présidentielles par ce même Sénat, bien que la polarisation du jeu politique entre les deux principales forces politiques soit une autre spécificité du pays. Face à des discours très hostiles entre les deux camps, l'électorat a eu tendance à se figer sur l'un des deux camps se disputant le pouvoir, là où précédemment, il pouvait plus facilement voter pour l'un ou l'autre des partis selon l'élection ou les candidats en lice.
« En réduisant les capacités d’action de l’État, la polarisation favorise ainsi la concentration de forces politiques en marge des institutions américaines, alors qu’en démocratie la joute politique devrait se faire dans un cadre constitutionnel et organisé ».

## Hypothèses sur les processus
Plusieurs hypothèses cherchent à expliquer pourquoi la polarisation apparait. On peut retenir:

### Dissonance cognitive et exposition sélective
La théorie de l'exposition sélective est souvent présentée comme une conséquence de la théorie de la Dissonance cognitive de Leon Festinger. Selon cette dernière théorie, chaque individu s'efforce de conserver une image positive et cohérente de lui même. Il aura donc tendance à agir conformément à son système de pensées ou de croyance. Lorsqu'une nouvelle cognition entre en conflit avec ce système, elle crée une tension interne chez l'individu: c'est l'état de dissonance cognitive. Afin de réduire ou mettre fin à cette dissonance, l'individu aura naturellement tendance à s'éloigner de la nouvelle cognition. Il évite ainsi de s'exposer aux informations perçue comme menaçante pour son système de pensées.
La théorie de la dissonance cognitive explique le phénomène, confirmé empiriquement, selon lequel les gens ont tendance à percevoir et à sélectionner préférentiellement les informations qui correspondent à leurs attitudes existantes. Avec la multiplication des canaux d'information disponibles, qui n'existait pas lorsque nous n'avions qu'une chaîne de télévision d'état, la  théorie dite «de la chambre d'écho»  va amener à une polarisation du fait que les gens s'orienteront vers les sources qui correspondent à leur cognitions antérieures, cessant dès lors de se confronter à des informations dissonantes. Dans le contexte de la communication politique, cette tendance humaine va se manifester particulièrement chez les gens qui vont s'entourer uniquement d'autres personnes ou s'exposent à des offres médiatiques qui leur sont politiquement cohérentes et vont éviter les personnes ou les informations qui contredisent leurs propres cognitions.

### Fragmentation des médias et de leurs publics
L'émergence de médias axés sur des opinions partisanes tend à renforcer les points de vue extrêmes et conduire à une polarisation en miroir du public, en présentant des questions de manière unilatérale,. RSF considère qu'elle peut en outre avoir été instrumentalisée par des puissances étrangères comme la Russie qui souhaitent par se biais déstabiliser les démocraties occidentales. Selon LaCroix, si elle a d'abord concerné les électeurs des partis situés aux extrêmes du spectre politique, elle tend à ce généraliser à ceux qui occupaient des places plus centrales.
La défiance envers les médias généralistes traditionnels, parfois renforcée par des théories complotistes les présentant comme au service du pouvoir en place, renforce la tendance du public à se diriger vers des médias davantage polarisés.

### Exposition sélective produite par les algorithmes des réseaux sociaux
Un autre moteur possible de polarisation est la sélection via des systèmes de filtres technologiques et l’individualisation associée des offres médiatiques,.
Les algorithmes opérant dans les réseaux sociaux, en particulier ceux qui vont configurer les pages qui vous seront proposées dans les réseaux sociaux, vont favoriser la polarisation politique du fait que, pour capter l'attention des personnes qui les fréquentent, ils vont sélectionner des contenus qui vous ressemblent. Le contenu et donc les informations auxquelles vous allez être exposé sera donc sélectionné, filtré, pondéré avant de vous être présenté par ces dispositifs automatiques. On sait peu de choses sur le fonctionnement de ces systèmes techniques et l’ampleur réelle de leurs effets peut difficilement être mesurée de manière fiable en raison du manque d’accès aux données.
Sur les réseaux sociaux notamment, la probabilité de tomber sur des informations qui correspondent à ce qui aurait tendance à être votre propre opinion est accrue. Dans des cas extrêmes, cela  éloigne et isole les utilisateurs d’autres informations qui contrediraient ou amèneraient à nuancer leurs a priori, ceci en créant ce qu'il est convenu d'appeler des bulles de filtre.
Il est probable qu’une attention sélective à l’information, renforcée par les algorithmes des réseaux sociaux, et un tri homophile, également renforcé par des algorithmes, favorisent la polarisation.

### Évolution sociale
Aux Etats-Unis, certains auteurs mettent en avant le fait que les grandes fortunes sont depuis les années 2000 très largement en faveur du parti républicain (conservateur) et apportent leur financement et mobilisent les médias qu'ils contrôlent pour les politiciens les plus à droite de ce parti. Parallèlement à cela, la société a perdu du pouvoir d'achat et l'immigration a augmenté depuis trente ans. Cette immigration amène une population qui n'a pas le droit de vote et qui se concentre dans la tranche de revenus inférieurs, ce qui amène les populations modestes américaines à les vivre comme une menace - donc à voter à droite - , ce qui est moins le cas des classes moyennes, qui elles, continuent de voter démocrate.

### Phénomène naturel nécessaire en démocratie
En science politique, la polarisation est parfois considéré comme un processus nécessaire, inhérent à la  formation des partis politiques. Le politologue  John F. Hoadley, qui s'est intéressé à une époque où les médias sociaux n'existaient pas, présente l'émergence d'un parti à partir d'un groupe politiquement peu structuré comme devant passer par quatre phases : 
1. Apparition de factions.
2. Polarisation.
3. Élargissement.
4. Institutionnalisation.

Les factions sont des coalitions politiques informelles et temporaires. Cette phase initiale est marquée par l'émergence de questions ou de problèmes politiques qui suscitent l'intérêt et l'engagement d'un groupe de personnes partageant des préoccupations communes. Ces individus commencent à s'organiser pour aborder les problèmes qui font sens pour eux collectivement, souvent en formant des groupes informels ou des mouvements.
Lorsque les membres d’une faction politique, les positions et objectifs partagés et le sentiment de groupe deviennent plus solides, on parle de polarisation. La polarisation permet de donner une forme concrète à un groupe politique qui deviendra durable et renforcera sa cohérence interse. La polarisation va agréger différentes factions ou proto-partis et peut donc se produire sur la base de caractéristiques pour partie différentes et n’est pas nécessairement négative.
L'élargissement et l'institutionnalisation qui suivront permet de revenir à des formes plus apaisées de débat.
Nolan McCarty, Keith Poole et Howard Rosenthal, dans les années 2006-2008, ont aussi avancé l'argument selon lequel une polarisation modérée peut être bénéfique pour la démocratie en clarifiant les positions politiques et en offrant aux électeurs des choix plus distincts. Ils soutiennent que des partis politiques clairement différenciés peuvent permettre aux citoyens de mieux comprendre les implications des politiques proposées et de prendre des décisions éclairées lors des élections.